# Wear (rivier)
De Wear is een rivier in het noordoosten van Engeland. De Wear ontspringt in de buurt van Wearhead in de gemeente Stanhope in het Penninisch Gebergte in het graafschap County Durham. Hij stroomt door het Weardale via de stad Durham naar het oosten om na 107 km bij Sunderland in de Noordzee uit te monden. 
Benedenstrooms van Chester-le-Street is de Wear een getijdenrivier.